# فضائي: رومولوس
"فضائي: رومولوس" هو فيلم رعب وخيال علمي صدر عام 2024، من إخراج فيدي ألفاريز الذي شارك في كتابة السيناريو مع رودو ساياجوس. أُنتج الفيلم بواسطة "توينتيث سنشري ستوديوز" بالتعاون مع "سكوت فري برودكشنز" و"برانديواين برودكشنز"، ويُعد جزءاً من سلسلة أفلام "أليِن"، حيث تدور أحداثه بين الفيلمين الأصليين فضائي (1979) وفضائيون (1986).
تدور القصة حول ستة مستوطنين شباب من طبقة مسحوقة في الفضاء، يؤديهم كل من كايلي سبيني وديفيد جونسون وارشي رينو وإيزابيلا مونير وسبايك فيرن وآيلين وو، الذين يصادفون مخلوقات معادية أثناء محاولتهم البحث عن موارد في محطة فضاء مهجورة ينوون استخدامها للانتقال إلى كوكب آخر.
أُعلنت توينتيث سنشري فوكس عن نيتها إنتاج أفلام جديدة ضمن سلسلة "أليِن" خلال مؤتمر CinemaCon في أبريل 2019. وفي مارس 2022، تم تأكيد تولي ألفاريز الإخراج، وانضمت سبيني كبطلة رئيسية لاحقاً في نفس العام. جرى تصوير الفيلم بين مارس ويوليو 2023.
عرض "أليِن: رومولوس" لأول مرة في لوس أنجلوس يوم 12 أغسطس 2024، وبدأت عروضه السينمائية في الولايات المتحدة في 16 أغسطس. حقق الفيلم إيرادات عالمية بلغت 350.9 مليون دولار، وحظي بإشادة نقدية واسعة، خصوصاً من ناحية العناصر التقنية، مما أهّله للحصول على عدة ترشيحات جوائز، منها ترشيح لجائزة الأوسكار لأفضل مؤثرات بصرية. ويجري حالياً العمل على جزءٍ ثانٍ.

## الحبكة
في عام 2142، يستعيد مسبار تابع لشركة "ويالاند-يوتاني" شرنقة كبيرة من حطام سفينة "يو إس سي إس إس نوسترومو". بعد أشهر، في مستعمرة جاكسون ستار المهجورة على الكوكب LV-410 المظلم دائمًا، تكتشف المستعمرة اليتيمة رين كارادين أن "ويالاند-يوتاني" قد مددت عقد عملها قسرًا. عاقدة العزم على الهروب، تتعاون رين مع شقيقها بالتبني آندي (وهو إنسان آلي معطل أعاد والدها برمجته)، وصديقها السابق تايلر، وأخته الحامل كاي، وابن عمهما بيورن، وشقيقة بيورن بالتبني نافارو. تستولي المجموعة على الناقلة "كوربيلان الرابع" للوصول إلى "رينيسانس"، وهي محطة "ويالاند-يوتاني" تبدو مهجورة ومقسمة إلى وحدات "رومولوس" و**"ريموس"**. هدفهم هو سرقة معدات التجميد للبقاء على قيد الحياة خلال رحلة التسع سنوات إلى "إيفاغا الثالث"، وهو كوكب يبدو مثاليًا ولا يتبع لشركة "ويالاند-يوتاني". يسخر بيورن من آندي بأن "إيفاغا الثالث" لا تسمح بالإنسان الآلي، مما يعني أنه سيتعين عليه البقاء، الأمر الذي يشعر رين بالذنب. يحاول تايلر وبيورن استعادة وقود التجميد لكنهما يتسببان عن غير قصد في إغلاق المحطة وإطلاق العشرات من طفيليات الفايس هاغر. في يأس، تقوم رين بترقية صلاحيات آندي الأمنية بشريحة تحكم من إنسان آلي عالم متضرر في المحطة يدعى روك. ومع ذلك، هذا التعديل في البرمجة يحول ولاء آندي من رين إلى "ويالاند-يوتاني". يقود آندي المجموعة إلى بر الأمان، ولكن ليس قبل أن تقوم إحدى طفيليات الفايس هاغر بتلقيح نافارو.
تعيد رين تفعيل روك، الذي يكشف أن الشرنقة كانت تحتوي على الزينومورف الذي قتل معظم طاقم "النوسترومو". قام علماء "رينيسانس" بتجربة الكائن الفضائي، وعكس الهندسة الحيوية للفايس هاغر. ومع ذلك، هرب الزينومورف وذبح معظم الطاقم؛ ومات الباقون عندما قُتل الزينومورف، حيث تسبب دمه الحمضي في ذوبان جسم "ريموس"، مما أدى إلى تخفيف ضغط انفجاري. يحاول بيورن الهروب مع نافارو وكاي على متن "كوربيلان"، لكن زينومورف رضيع يخرج من صدر نافارو، مما يقتلها ويتسبب في تحطم "كوربيلان" في حظيرة "رومولوس"، مما يسرع مسار اصطدام المحطة الحتمي بحلقات كوكب LV-410. بينما يتطور الزينومورف الرضيع بسرعة إلى شكله البالغ، يصيبه بيورن بعصا صاعقة ويرش بدمه، مما يقتله. تهرب كاي إلى "رومولوس" مطاردة من قبل المخلوق. تحاول رين وتايلر إنقاذها، لكن آندي يشك في أن الزينومورف يستخدمها كطعم، ويرفض فتح الباب الذي يفصلهم. يشاهدون بلا حول ولا قوة بينما يأخذ الزينومورف كاي. يوعز روك إلى آندي باستعادة Z-01، وهو سائل قوي تم حصاده من الفايس هاغر يمكنه إعادة كتابة الحمض النووي وتكييفه بسرعة. ينوي روك استخدامه لإنشاء بشر مثاليين وراثيًا قادرين على الازدهار في الفضاء. يأمر بنقله إلى جاكسون ستار، وإلا فلن يطلق سراح "كوربيلان". تتسلح رين وتايلر بالبنادق، لكن آندي يحذرهما من إصابة الزينومورف لتجنب تخفيف ضغط انفجاري آخر.
تكتشف المجموعة عش زينومورف، حيث ينقذون كاي المصابة بجروح خطيرة. يقدم لها آندي جرعة من Z-01، مما يسمح لها بالشفاء بسرعة. تهاجمهم جحافل من الفايس هاغر والزينومورف، ويضحي تايلر بنفسه لحماية رين وكاي بينما يصبح آندي عاجزًا. تسحب رين كاي إلى بر الأمان وتعود لإنقاذ آندي، وتعيد برمجته الأصلية. مع الزينومورف والفايس هاغر تحيط بهم، تعطل رين جاذبية المحطة، مما يسمح لها بإطلاق النار عليهم دون أن يلامس دمهم جسم المحطة. عندما تعيد الجاذبية تنشيطها، تواجه رين زينومورف نافارو، لكن آندي يتدخل ويقتله. تهرب رين وآندي على متن "كوربيلان" بينما تدمر "رينيسانس" بحلقات LV-410. بينما تستعد رين وآندي لرحلتهما إلى إيفاغا، تلد كاي هجينًا بشريًا-زينومورفيًا متحولًا بسبب Z-01. يقتل الهجين كاي ويعطل آندي قبل أن تخرجه رين إلى حلقات LV-410، مما يؤدي إلى تفتيته. بعد تسجيل سجل صوتي، تدخل رين وآندي في حالة سبات، على أمل الوصول إلى إيفاغا الثالث على قيد الحياة.

## طاقم التمثيل
- كايلي سبيني بدور ماري رينز "رين" كارادين: عاملة منجم يتيمة.

- ديفيد جونسون بدور آندي: إنسان آلي أعاد والد رين الراحل برمجته ليكون شقيقها بالتبني.

- ارشي رينو بدور تايلر هاريسون: صديق رين السابق.

- إيزابيلا مونير بدور كاي هاريسون: الأخت الصغرى لتايلر، وهي حامل.

- سبايك فيرن بدور بيورن : ابن عم تايلر وكاي، والذي فقد والدته بسبب إنسان آلي.

- آيلين وو بدور نافارو: طيارة وأخت بيورن بالتبني.

## روابط خارجية
- الموقع الرسمي
- فضائي: رومولوس  على قاعدة بيانات الأفلام على الإنترنت (بالإنجليزية).[9]